# Stephanotheca
Stephanotheca es un género de hongos en la familia Elsinoaceae.